# Distrito de Belén (Maynas)
El distrito de Belén es uno de los cuatro distritos urbanos de Iquitos, y uno de los 11 distritos de la provincia de Maynas, departamento de Loreto. Con más de 60,804 habitantes, Belén está considerada el distrito más pobre de la ciudad, con varias familias viviendo en pobreza extrema, con un gran porcentaje sin contar un adecuada conexión eléctrica y de agua potable, y su densidad poblacional le convierte en una zona superpoblada.
Belén es conocida también como La Venecia del Latinoamérica por su característica de una comunidad mundial única, y su abrumadora atmósfera considerada «mágica». El distrito es extensamente visitado por el turismo, en casos especiales, por el llamado pro-poor tourism, actividad que busca ayudar a su población. Uno de sus hitos turísticos por antonomasia es el barrio de Belén, una colosal colección de palafitos.
El distrito de Belén está dividido Bajo Belén y Alto Belén, siendo Bajo Belén una de las «comunidades más tristes del Perú».

## Historia
El distrito fue creado mediante Ley N.º 27195 del 5 de noviembre de 1999, en el gobierno del Presidente Alberto Fujimori.
El Distrito de Belén fue creado inicialmente como Distrito Villa Belén en 2002, naciendo en Belén Cocha, un pequeño riachuelo que brotaba del río Itaya. El crecimiento de Belén se realizó desde abajo hacia arriba, donde su crecimiento poblacional se asienta hacia Pijuayo Loma, una terraza geográfica de la inmensa Gran Planicie en que Iquitos se asienta.
El 17 de noviembre de 2002 se realizaron las primeras elecciones municipales distritales, siendo elegido Carlos Daniel Lozano Escudero.

## Demografía
Actualmente, la estimación poblacional del distrito alberga 68,510 habitantes.
| Censos oficiales | Categorías | Población | Estimado 2024 |
| ---------------- | ---------- | --------- | ------------- |
| INEI 2007        | Urbano     | 57,824    | 68,510 Hab    |
| INEI 2007        | Rural      | 10,982    | 68,510 Hab    |
| INEI 2007        | Total      | 68,806    | 68,510 Hab    |
| INEI 2017        | Urbano     | 56,462    | 68,510 Hab    |
| INEI 2017        | Rural      | 8,026     | 68,510 Hab    |
| INEI 2017        | Total      | 64,488    | 68,510 Hab    |

### Centros poblados
El cuadro muestra los centros poblados rurales que pertenecen al distrito de Belén.
| CÓDIGO | CENTROS POBLADOS (INEI 2017)        |
| 0002   | SANTA ZULEMA                        |
| 0003   | SANTA MARIA DE FATIMA               |
| 0004   | NUEVA AMAZONIA                      |
| 0005   | CABO PANTOJA                        |
| 0007   | SANTA MARTHA                        |
| 0008   | CAROCOCHA                           |
| 0009   | SAN JUAN DE PADRECOCHA              |
| 0010   | JUAN VELASCO ALVARADO               |
| 0011   | ISLA IQUITOS                        |
| 0012   | PADRE ISLA I ZONA                   |
| 0013   | SAN JUAN DE HUASHALADO              |
| 0014   | SAN PEDRO DE HUASHALADO             |
| 0015   | SANTA ROSA DEL AMAZONAS             |
| 0016   | DOS DE MAYO                         |
| 0017   | PROGRESO                            |
| 0019   | BUENOS AIRES                        |
| 0021   | RAFAEL BELAUNDE                     |
| 0022   | CENTRO UNION LUPUNA                 |
| 0023   | LUPUNA II ZONA                      |
| 0024   | LUPUNA I ZONA                       |
| 0026   | MOHENA CAÑO                         |
| 0027   | CAÑAVERAL                           |
| 0029   | NUEVO SAN JOSE                      |
| 0030   | SAN JOSE                            |
| 0031   | SAN FRANCISCO                       |
| 0032   | SAN ANDRES                          |
| 0033   | NUEVO CAMPEON                       |
| 0034   | SAN MIGUEL                          |
| 0035   | SAN ANTONIO DE GALLITO(SAN ANTONIO) |
| 0043   | SAN PABLO DE LUPUNILLO              |
| 0044   | CENTRO MAZANA II ZONA               |
| 0045   | CENTRO MAZANA I ZONA                |
| 0046   | 8 DE DICIEMBRE                      |
| 0047   | PUERTO ALEGRIA II ZONA              |
| 0048   | PUERTO ALEGRIA I ZONA               |
| 0049   | SAN JUAN DE MUNICH                  |
| 0050   | 28 DE JULIO                         |
| 0052   | CABO LOPEZ                          |
| 0056   | LIMON                               |
| 0057   | MAZANILLO                           |
| 0058   | PEÑA BLANCA                         |
| 0061   | YANAYACU DE BOMBONAJE               |
| 0062   | GENERAL MERINO                      |
| 0063   | NUEVO HUMARAL                       |
| 0064   | CANTA GALLO                         |
| 0065   | SANTA ROSA DE MUYUY                 |
| 0066   | GABRIELA NUÑEZ                      |
| 0067   | DOS DE MAYO                         |
| 0068   | YARINACOCHA                         |
| 0069   | 11 DE NOVIEMBRE                     |
| 0070   | SEÑOR DE LOS MILAGROS               |
| 0071   | NUEVO JERUSALEN                     |
| 0072   | SANTA CRUZ                          |
| 0073   | USHPA CAÑO                          |
| 0076   | 5 DE DICIEMBRE                      |
| 0077   | AUGUSTO FREYRE GARCIA               |
| 0079   | SEÑOR DE LOS MILAGROS               |
| 0081   | NUEVO BELEN                         |

## Salud
Debido a sus condiciones superpobladas, Belén está en riesgo por enfermedades como la malaria, dengue, tuberculosis y VIH.

### Proyectos humanitarios
Gesundheit! de Patch Adams es una organización principal que visita el lugar y realiza el Festival de Belén desde 2005 junto a Bolaroja (Perú) y otros aliados.

## Telecomunicación
Cuenta con un canal de televisión fundado en 1996 y basado en la radio del distrito.

## Autoridades

### Municipales
- [10]
  - Alcalde: César Manuel Vidaurre Floridas, de [Somos Perú (Perú)].

Alcaldes anteriores
| Nº | Alcalde                        | Partido                                                         | Inicio del mandato | Fin del mandato |
| -- | ------------------------------ | --------------------------------------------------------------- | ------------------ | --------------- |
| 1  | Carlos Daniel Lozano Escudero  | Movimiento Independiente Nueva Amazonía                         | 2003               | 2006            |
| 2  | José Vela García               | Movimiento Independiente Regional Vamos Loreto                  | 2007               | 2010            |
| 3  | Hermógenes Flores Gómez        | Movimiento Político Independiente Regional Motor del Desarrollo | 2011               | 2014            |
| 4  | Richard Arturo Vásquez Salazar | Movimiento Integración Loretana                                 | 2015               | 2018            |
| 4  | Gerson Lecca García            | Restauración Nacional                                           | 2019               | 2022            |